# Noche en blanco
La Noche en Blanco es una iniciativa cultural creada en París en 2002 y cuyo gran éxito se ha extendido a otras capitales y grandes ciudades europeas a organizar su propia Noche en Blanco, inspirándose en el modelo original.
En 2007 las ciudades de Bruselas, Madrid, París, Riga y Roma decidieron crear un proyecto artístico común: un lounge en el seno de cada noche en blanco, definido por una carta de intenciones. En 2005 la Noche en Blanco llega a São Paulo, Brasil, adonde pasa a llamarse "Virada Cultural", siendo la primera ciudad fuera de Europa donde se ha celebrado. En 2008, Lima, capital de Perú, empieza a celebrarla también; en 2011 se suma La Paz, Bolivia; en 2013 la ciudad de Bogotá, en Colombia; en ese mismo año la ciudad de Mérida, capital del estado mexicano de Yucatán; y, en 2016, se realizó la primera edición en San Salvador, capital de El Salvador.

## Características
El propósito de la Noche en Blanco, cuya denominación viene dada al celebrarse tras el ocaso, es acercar la creación artística contemporánea a los ciudadanos. Los objetivos comunes de todas las ciudades que organizan Noches Blancas son: gratuidad, vanguardia, ciudadanía y sostenibilidad. Además se fomenta el intercambio de experiencias con el desarrollo de programas conjuntos y la internacionalización de artistas locales mediante el intercambio de propuestas.
Desde el año 2012, La Noche Blanca también se instala en Uruguay, en la localidad de La Floresta (departamento de Canelones). Cada año mayor número de personas concurren a dicha celebración para disfrutar de la cultura.

## Noches blancas en España
Las primeras ciudades españolas en organizar La Noche en Blanco fueron Madrid en 2006 y Burgos, Málaga, Albacete y Barcelona en 2008. Desde 2011 numerosos municipios por toda la península ibérica han ido sumándose a esta iniciativa cultural.
- Madrid

La primera Noche en Blanco en España tuvo lugar en Madrid en septiembre de 2006, resultando un éxito de participación e interés que dejaron patente los centenares de miles de ciudadanos que esa noche acudieron a la convocatoria.
En septiembre de 2007 desde las 21 horas del sábado 22 hasta las 7 de la mañana del domingo 23, se celebró la segunda Noche en Blanco de Madrid. Los números, una vez más, son enormes: 173 actividades, el 80 % concebidas específicamente para este evento, 118 espacios y una programación en la que van a participar 233 entidades culturales —95 de ellas, como el Instituto Cervantes o el Congreso de los Diputados, participan por primera vez— y 156 compañías o artistas individuales.
- Burgos

El Instituto Municipal de Cultura y Turismo del Ayuntamiento de Burgos pone en marcha por primera vez La Noche Blanca de Burgos el 17 de mayo de 2008, eligiendo esta fecha como víspera a la celebración de la Romería de la Virgen Blanca.
La Noche Blanca de Burgos pretende ser una manifestación cultural gratuita y abierta a todos los ciudadanos que se celebra en numerosos espacios de uso público, tanto abiertos como cerrados. Parques, plazas, calles, teatros, centros de creación artística, museos y el patrimonio histórico de la ciudad serán visitados por artistas de una forma original con propuestas originales para una Noche Blanca. Es una noche de artistas invadiendo las calles y espacios e instituciones de acceso restringido se abren a los ciudadanos. La hostelería de la ciudad también abre sus puertas con sugerencias para la Noche Blanca de Burgos.
|                 | 2008 | 2009 | 2010 | 2011 | 2012 | 2013 | 2014 |
| --------------- | ---- | ---- | ---- | ---- | ---- | ---- | ---- |
| N.º Actividades | 65   | 80   | 87   | 141  | 124  | 120  | 138  |

La participación ha sido espectacular en todas las ediciones celebradas desde las 50.000 personas en la primera edición a 180.000 en el año 2011, no bajando nunca en el resto de ediciones de más de cien mil espectadores.
- Málaga

Málaga y la Costa del Sol se sumaron por primera vez en mayo de 2008 a esta iniciativa.
La quinta edición de la Noche en blanco de Málaga tuvo lugar la madrugada del 12 de mayo de 2012 y contó con más de 200.000 participantes en las 153 actividades culturales ofertadas.
- Albacete

Albacete se inició en las llamadas Noches Blancas en 2008 con numerosos espectáculos de teatro, música, circo y danza que llenaron las calles del Centro de la ciudad hasta la madrugada.
- Barcelona

La madrugada del 5 de julio del 2008, la ciudad condal celebró su primera noche en blanco, con las actividades culturales centradas en el distrito de Montjuic.
- Bilbao

La Noche Blanca de Bilbao arrancó en junio de 2009 con una treintena de espectáculos que llenaron las calles hasta pasadas las dos de la madrugada.
- La Laguna

La primera noche blanca canaria tuvo lugar la madrugada del 29 de noviembre del 2009, en la ciudad Patrimonio de la Humanidad de La Laguna, en Tenerife, tras el encendido de la iluminación navideña.
- Badajoz

La noche del 4 de septiembre de 2010 se celebró por primera vez en la ciudad de Badajoz. Al igual que en Madrid y Málaga, se realizaron múltiples actividades y los museos permanecieron abiertos. La iniciativa fue acogida con éxito en la ciudad, por lo que al año siguiente se celebró una nueva edición con repetido gran éxito. Según los datos oficiales, 75.000 personas participaron en esta ciudad de 150 000 habitantes. El casco antiguo de la ciudad se convirtió en un lugar en el que miles de personas llenaban las calles de color y ambiente de fiesta.
- Teguise (Lanzarote)

El evento denominado Noche Blanca de Teguise está promovido por el Ayuntamiento de Teguise con la colaboración de los empresarios ubicados en el casco histórico de la Villa Teguise. Nació en 2011 y dos años más tarde, la Noche Blanca de Teguise fue galardonada como Distinguido del Turismo en la categoría Eventos en pro del sector turístico de Lanzarote.
Cada año miles de personas se dan cita el primer viernes del mes de julio en la Noche Blanca de Teguise, desde las 4 de la tarde hasta las 4 de la madrugada, convirtiendo el casco histórico de La Villa en un escenario de cultura, arte, gastronomía y música, con una amplia oferta de actividades lúdico-festivas, culturales y deportivas, que se celebran por diferentes calles del centro de la Villa de Teguise.
Web oficial Ayuntamiento de Teguise: www.teguise.es (enlace roto disponible en Internet Archive; véase el historial, la primera versión y la última).
- Sevilla

A iniciativa de la sociedad civil, Sevilla (2012) viene disfrutando de su Noche en Blanco desde 2012 gracias a la Asociación sevillasemueve. Esta Asociación sin ánimo de lucro impulsa desde entonces este proyecto cultural en Sevilla, siendo capaz de integrar bajo un mismo paraguas el apoyo institucional del Ayuntamiento de Sevilla, Junta de Andalucía, Diputación de Sevilla y Gobierno Central a través de la participación de instituciones ligadas a diversos Ministerios. La programación consta en su mayor parte de programación de participantes privados, algunos de los cuales forman parte del programa de patrocinadores que financian la actividad. Año a año el éxito de público ha aumentado progresivamente, hasta alcanzar en 2014 un centenar de actividades con más de 50 000 visitas.
- Oviedo

Oviedo celebra la Noche Blanca desde el año 2013, organizada por la Fundación Municipal de Cultura del Ayuntamiento de la ciudad. Se celebra todos los años el primer sábado de octubre. Durante más de 12 horas la ciudad se llena de actividades artísticas y culturales basadas en la innovación, la creatividad, la singularidad, la participación ciudadana, el intercambio entre disciplinas artísticas, la sostenibilidad y la apertura al público de espacios no accesibles. El éxito de la actividad, que crece exponencialmente cada año, hace que en 2019 más de 45 000 personas hayan participado en alguna de las más de 60 actividades propuestas, todas ellas gratuitas, convirtiéndose de esta manera en una de las propuestas culturales de más éxito en la ciudad.
Además de la apertura de espacios no accesibles el resto el año, como la Fábrica de Armas de la Vega o la Fábrica de gas, durante esa noche abren al público todos los museos y galerías de arte de la ciudad, que presentan proyectos desarrollados de manera específica para la Noche Blanca en colaboración con diferentes comisarios y gestores culturales.
Durante todos estos años, la Noche Blanca de Oviedo han pasado artistas de la mayoría de las provincias de España, así como propuestas llegadas de países como Inglaterra, Austria, Irlanda, Canadá, República Checa, Colombia o Francia, entre otros.
En su web oficial se puede ver la programación de las últimas noches blancas desarrolladas en Oviedo.
- Otras poblaciones

Otras ciudades que se han incorporado al circuito de la Noche en Blanco son: Requena (2009) Alcalá de Henares (2011), Zaragoza (2011), Nerja (2012), Almería (2012), Cáceres (2012), Granada (2013), Cuevas del Almanzora (2014) y Jerez de los Caballeros (2017).

## Noche blanca en Colombia
La primera versión de La Noche en Blanco en Bogotá (2013) se realizó el 26 de octubre en el marco de Bogotá es TIC, en la localidad de Teusaquillo. Los resultados fueron contundentes: 30 000 visitantes, más de 100 artistas creando, se intervinieron 44 manzanas con 53 obras artísticas de todos los géneros, el 70 % de las obras fueron realizadas para el evento y el 60 % tenían algún componente de tecnología.
La segunda versión se realizó en el 2014. La tercera versión estaba planeada para septiembre pero fue postergada y finalmente realizada el 28 de noviembre de 2015.

## Noche Blanca en Bolivia
En 2011 se realizó la primera versión de la Noche Blanca en La Paz bajo el nombre el Ajayu de la ciudad, desde entonces se ha venido desarrollando consecutivamente.

### Edición 2011
La primera edición del evento fue realizada en 2011 incluyendo entre los artista participantes a:  Iván Cáceres, José Ballivián, Vania de Lucca, Zelma Vargas, Santiago Contreras, Juan Carlos Mustaffá, Sandra de Berduccy, Joaquín Sánchez, Glenda Zapata, Manrico Montero y el Conservatorio Plurinacional de Bolivia.
Las instalaciones, performances y obras exhibidas tuvieron como escenarios importantes espacios culturales de la ciudad y edificios patrimoniales como: Museo Nacional de Arte, Museo de Etnografía y Folklore, Palacio Consistorial, Plaza Camacho, Ministerio de Hacienda, Palacio de Telecomunicaciones, Museo de Arte Contemporáneo Plaza, Conservatorio Plurinacional de Bolivia, Atrio y monoblock de la UMSA, Casa Marcelo Quiroga Santa Cruz, Alianza Francesa, Academia Nacional de Bellas Artes y la Cinemateca Boliviana.

### Edición 2012
Tras una convocatoria pública lanzada en agosto de 2012 se llevó a cabo la Noche Blanca el 26 de octubre, las obras de arte contemporáneo seleccionadas y presentadas en tal ocasión fueron:
- Harpa sonora popular,  Colectivos- La Paz Stencil/Xioz
- Janqu chiara, Rolando Flores Lima
- Micro macro 2, Nayra Corzon Cortez
- Principio y vitalidad, Efrain Miguel Calle Sarzuri
- Ajayus sonoros a 78 rpm, Isaac Inti Rivera Cuevas
- Concierto cronoro, Anuar Elias Pérez
- Proyecto Suenio, Richard Sánchez Jaillita
- Deseos Blancos, Fernando Pantoia

### Edición 2013
La edición 2013 se realizó bajo la denominación Temporalidades, un recorrido entre el espacio y el tiempo e incluyó en su programa:
tres intervenciones con contenido musical, tres intervenciones con contenido expositivo y de video, dos intervenciones con contenido interactivo, una intervención con contenido literario y mezcla de grafiti, una intervención de artes plásticas, unas performance de artes escénicas
seis iglesias patrimoniales abiertas con conciertos y 18 centros culturales y artísticos con programaciones especiales para la noche del viernes 25 de octubre.
El evento se desarrolló a través de cuatro circuitos en las zonas de San Sebastián, Sopocachi y Centro.

### Edición 2014
El evento se llevó a cabo el sábado 25 de octubre y contó con la presentación de los siguientes intervenciones artísticas:
- Pusi Chakani de Nicolas Drwreski y Eric Charles Tassel, intervención musical y video mapping.
- Multiverso ( de ANT & KIM )Montecinos De Alencar, Mikael Bildt & KIM , intervención de música y video.
- El Sueño de la Muerte o El Lugar de los Cuerpos Poéticos, Rodrigo Bellot.
- Rojo, Blanco, Azul, Kelly L. Ledezma A.serie de cortos.
- Diálogos Paceños Intuitivos Emergentes, Ezequiel Rodríguez curador, obras de: Juan Pablo Calero, Marco Tóxico, Espacio IMA & CDon, XIOZ , intervención conjunta de técnica mixta.
- Inmersión por Mapping en la Obra de Raúl Lara, fundación Banco Central de Bolivia.
- El Vasto Mundo del No-Yo, vídeo escultura, Ivan Caceres.

Todas las intervenciones se realizaron en la zona de Sopocachi, importante barrio paceño que concentra actividades de ocio y cultura.

### Edición 2015
La edición 2015 del evento se realiza el sábado 24 de octubre concentrando las intervenciones en el Barrio de San Sebastián de la ciudad de La Paz.Incluye 20 intervenciones artísticas. Y la primera implementación de QRpedia en Bolivia realizada en coordinación con el Centro Cultural de España en La Paz y la Alianza Francesa local
- Plaza Mayor de San Francisco, ‘Cubo por la paz. Instalación efímera como lo es la paz’, instalación de Janca (Francia-Colombia).
- Mercado Lanza‘Una forma de concretar algo que nunca existió se hace infinito como el grito redondo del ser redondo (Una aproximación a la arquitectura inhabita)’, videoarte de Iván Cáceres.
- Pasarela Pérez Velasco, ‘Plurimulti tuttifruti culturim’, instalación de Alejandro Archondo, ARXONDO.
- Casa de la Cultura Franz Tamayo,  Concierto del Ensamble Boliviano de Música Contemporánea y animación, VJ Natalia Peña.
- Plaza de las Culturas, ‘Les Invisibles lustrabotas’, cortometraje de Anatolli Vlassov.
- Calle de las Culturas, Selección de cortos presentada por la Escuela de Cine y Artes Visuales (ECA).
- Calle Genaro Sanjinés esq. Potosí,‘Arribaciclaje’, performance de Roy Lu (Canadá).
- Calle Sagárnaga, Muestra de artistas ganadores del Premio Plurinacional Eduardo Abaroa y cuentacuentos.
- Calle Linares, Intervención del colectivo Guerrero Alado. ‘Desde Ajayu: sueños  y anhelos’, grafiti de Mario Careaga, Fabiola Gutiérrez, Heriq Tequer, Saiko, Jorge Campero, Javier del Carpio, María de los Ángeles Salinas, Tatiana Sánchez, Ángela Murguía y Danilo España.
- Plaza Gastón Velasco, ‘Los perros, patrimonio callejero de las noches de La Paz’, concierto de rap con Loco y Cosmo de Los Perros de la Calle.
- Calle Linares esq.Sagárnaga. ‘Silenciosos’, videoarte de Vania de Lucca.
- Basílica de San Francisco, ‘Catarsis negra’, videoarte de Sharon Pérez.
- Museo San Francisco, ‘Láminas cóncavas’, instalación plástica de Daniela Lorini.
- Calle Pichincha,  ‘Entregada’, performance de Andrés Mallo / Alicia Galán.
- Calle Santa Cruz esq. Figueroa, ‘Nuestra Señora de La Paz’, performance de La Indomable.
- Museo Tambo Quirquincho, ‘Reflejos históricos’, videoarte de Alejandra Delgado.
- Museo Tambo Quirquincho ‘Quantum’, instalación visual de Maggy Cossío.
- Calle Evaristo Valle, Intervención del Centro Cultural de España en La Paz y de la Agencia Española de Cooperación (AECID).
- Casa de la Cultura ‘Objeto del deseo’, instalación de Mariom Maceda.
- Museo Tambo Quirquincho, muestra de restauración de la Escuela Taller.

## Galería

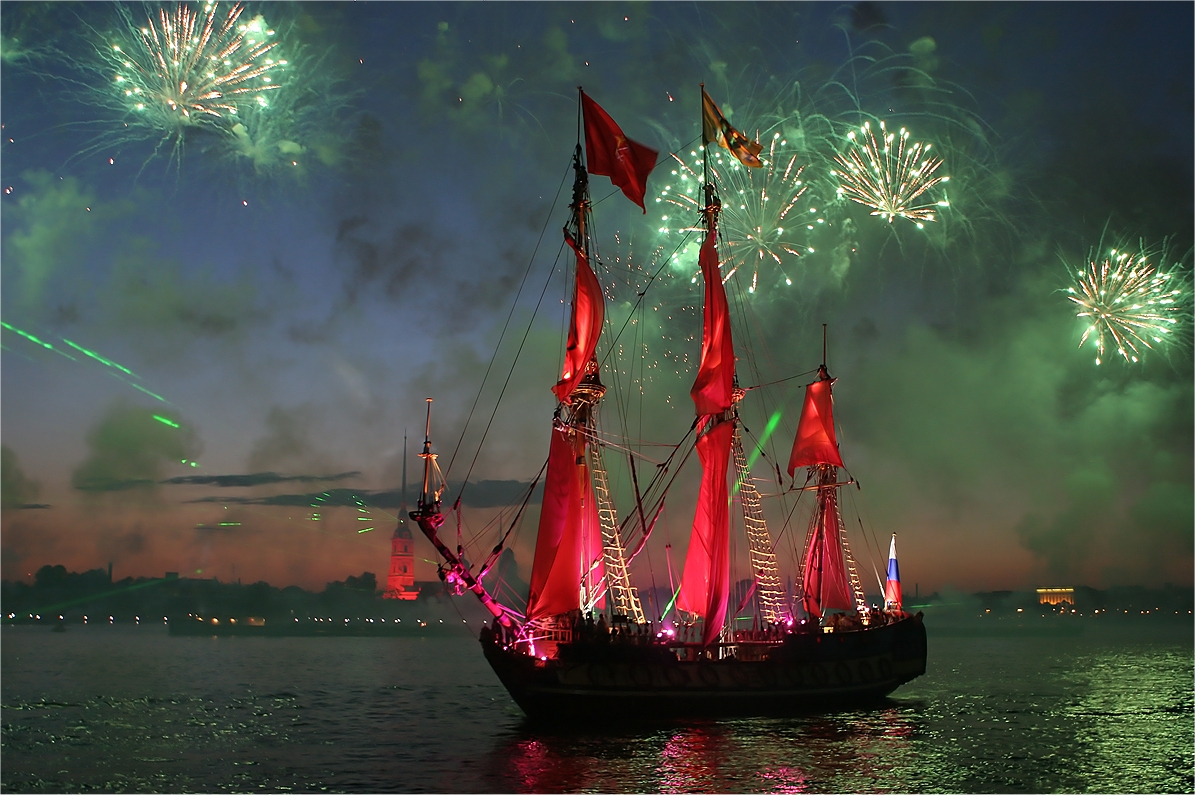
Fuegos artificiales durante la presentación del Festival Noches Blancas de San Petersburgo. El barco con velas rojas es la fragata Standart (construida por Pedro I de Rusia).
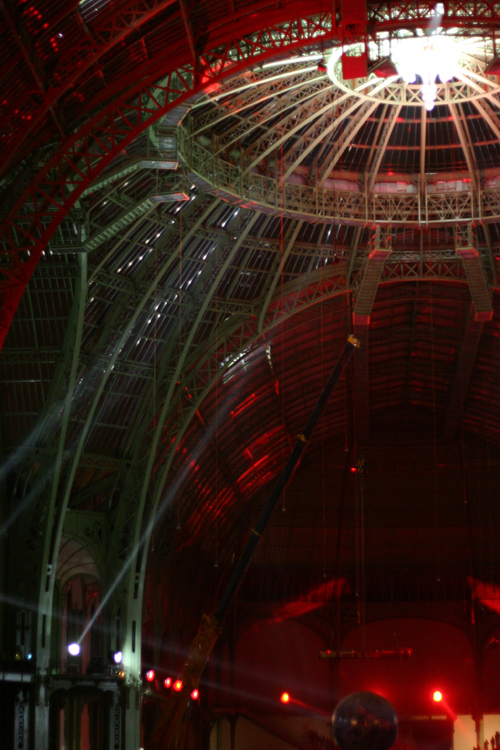
El interior del Gran Palacio de París artísticamente iluminado durante la edición de 2005.
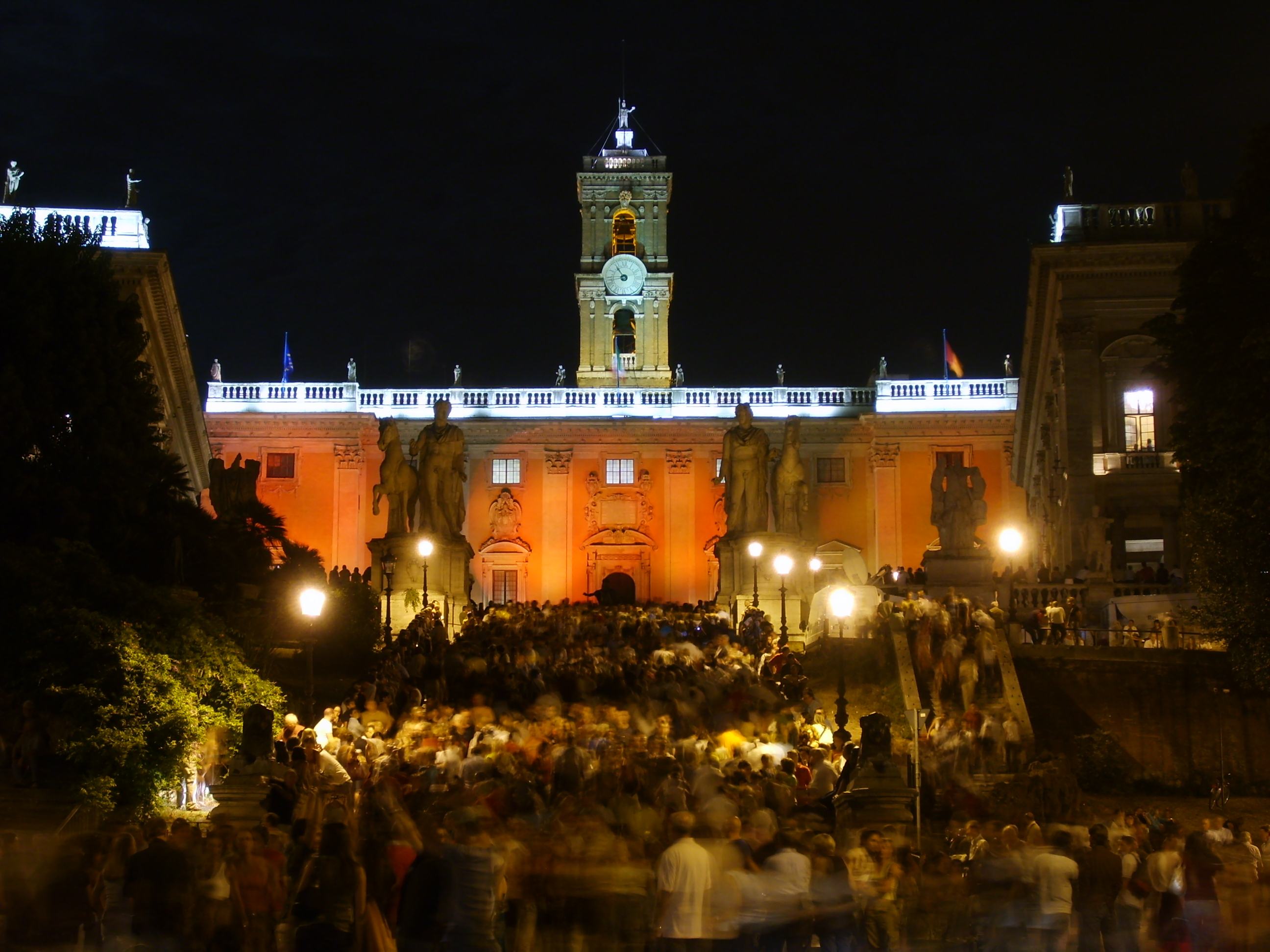
Vista de la escalera que conduce a la Colina Capitolina durante la edición 2006 de la Noche en Blanco de Roma.
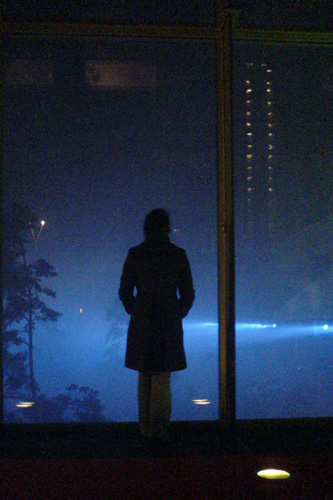
Biblioteca Nacional de Francia durante la edición 2006 de la Noche en Blanco, Francia.
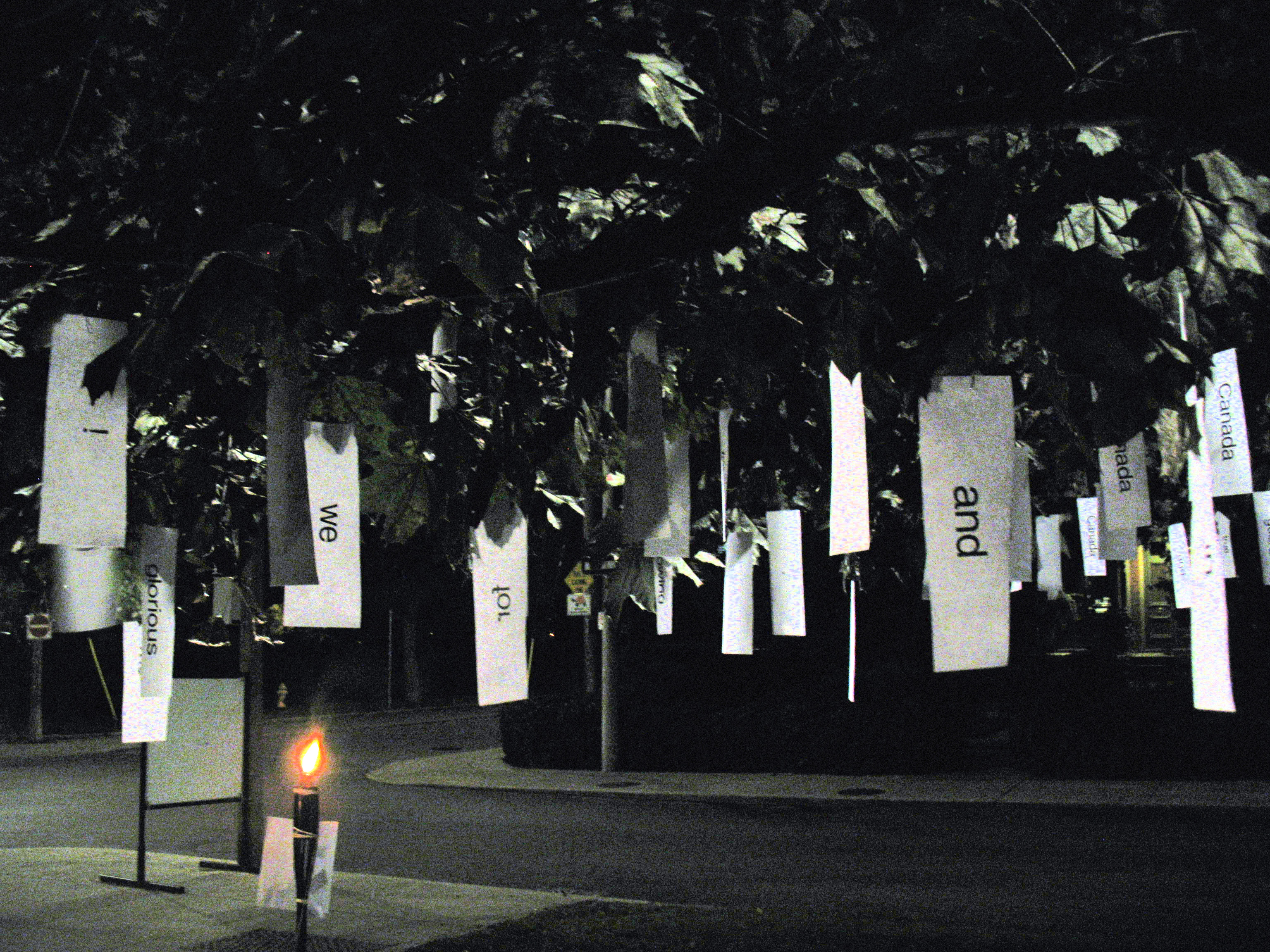
El Árbol de poeta, de Kelly Rogers durante la edición 2008 de Noche en Blanco en Toronto.